# Impala 27
Impala 27 er en  sejldrevet lystbåd  på 27 fod. 
Båden er  produceret i Danmark og tegnet af Bjørn Jensen.